# Липа европейская
Ли́па европе́йская, или Липа обыкнове́нная, или Липа сердцели́стная (лат. Tilia europaea) — лиственное дерево, вид рода Липа (Tilia) семейства Мальвовые (Malvaceae); ранее род Липа обычно выделялся в самостоятельное семейство Липовые (Tiliaceae).

## Ботаническое описание

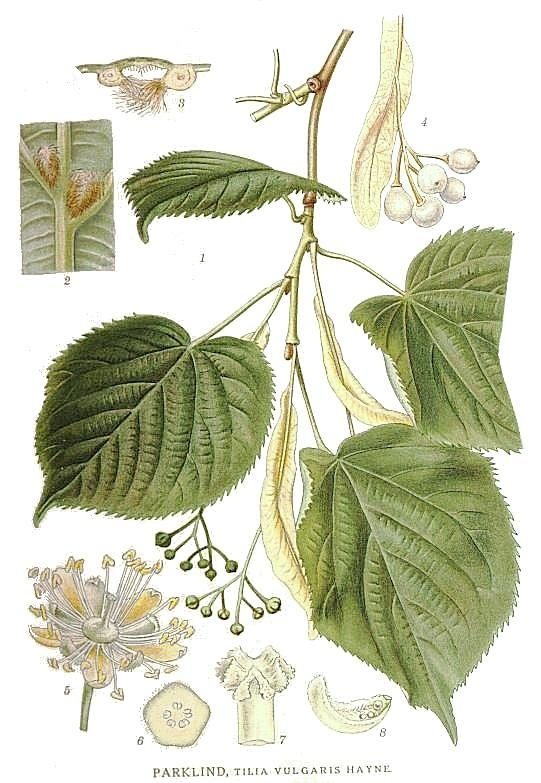

Дерево до 40 м высотой, с широкой  шатровидной кроной. Кора старых стволов с трещинами, серая. Наряду с липой широколистной является наиболее долгоживущим видом рода. Доживает до 1100—1250 лет. Известен экземпляр липы европейской в местечке Нейштадт близ Вюртемберга, который по документам Штутгартского архива уже в 1392 году был крупным деревом с раскидистой кроной. Другой экземпляр возрастом 500 лет находится в ботаническом саду Львовского университета, диаметр его ствола 9 м. В Латвии имеется экземпляр липы европейской в возрасте 815 лет. В Санкт-Петербурге в Летнем, Таврическом и Адмиралтейском садах есть липы, посаженные во времена Петра I.
Побеги текущего года светло-коричневые, густо опушённые простыми, щетиновидными, белыми, жёсткими волосками; годовалые — более тёмные, голые.
Почки яйцевидные, сначала более-менее опушённые, потом голые, 4—5 мм длиной, 2,5—3 мм шириной.

### Листья
Листья фертильных побегов простые, округлые или слегка удлинённые, в большинстве случаев более-менее косые, с более-менее глубоко сердцевидным или усечённым основанием, на вершине внезапно коротко оттянуто заострённые, по краю с более-менее округлыми зубцами, (5)6—8(9) см длиной, 6—8(9) см шириной, сверху тёмно-зелёные, по крупным жилкам волосистые, снизу более бледные, главным образом по жилкам, сильно опушённые простыми белыми щетиновидными волосками, в углах между жилками с большими бородками волосков, по краю также щетинисто опушённые; базальных жилок 6—7, жилок второго порядка 5—7, верхняя боковая жилка первого порядка и нижняя жилка второго порядка между собой слегка сходящиеся, жилки третьего порядка довольно выпуклые, прямые, между собой параллельные; черешки тонкие, округлые, более-менее опушённые щетиновидными волосками, 3—5 см длиной; листья на бесплодных побегах до 17 см длиной и 19 см шириной; листья порослевых побегов до 20 см длиной и шириной. 
|                                             |  |  |  |
| Слева направо: ствол, ветвь, лист, соплодие |  |  |  |

### Соцветия и цветки
Соцветие из 3—8(9) цветков, короче прицветного листа или слегка его превосходящее; бутоны шаровидные, 3—4 мм в диаметре, слегка тонко опушённые. Прицветный лист продолговатый, (5)8—9 см длиной и 1,5—2,5 см шириной, к обоим концам более-менее сужающийся, с обеих сторон голый или с редкими волосками по жилкам, сросшийся с цветоносом на 1⁄3 своей длины или не доходящий до его основания на 1—2 см (на черешке) или же низбегающий до самого его основания (сидячий). Цветки 1,5 см в диаметре; чашелистики ланцетовидные, 4—5(6) мм длиной, 1,5—2 мм шириной, снаружи большей частью голые, изнутри, ближе к основанию и верхушке опушены длинными белыми, а по краю — тонкими мелкими вьющимися волосками; лепестки по краям более светлые, чем по средней линии, продолговатые, к основанию и верхушке сужающиеся, 5—7(8) мм длиной, 1—1,5 мм шириной; тычинки длиннее лепестков, 7—8 мм длиной; завязь густо, рыхло опушена белыми волосками; столбик голый, 4—5 мм длиной; рыльце с пятью вверх торчащими лопастями. Цветёт в июне — начале июля, на полмесяца раньше, чем липа сердцевидная.

### Плоды
Плоды округлые или несколько удлинённые, 7—10 мм длиной, 6—9 мм шириной, зрелые с хорошо выраженными 4—5 рёбрами, с плотной, деревянистой, бархатисто опушённой оболочкой, опушение сероватое или рыжеватое. Плодоносит в августе — октябре.
Семядоли всходов пяти-пальчато-лопастные, 2—3 см длиной, с обеих сторон по жилкам и по краю щетинисто-волосистые, на черешках около 1 см длиной, опушённых более тонкими, длинными, извилистыми, паутиновидными волосками. Первый лист дельтавидный, 2—3 см длиной, крупно-зубчатый, с обеих сторон по жилкам и по краям жёстко щетинисто-опушённый, с черешком около 0,5 см длиной, паутинисто-опушённым.

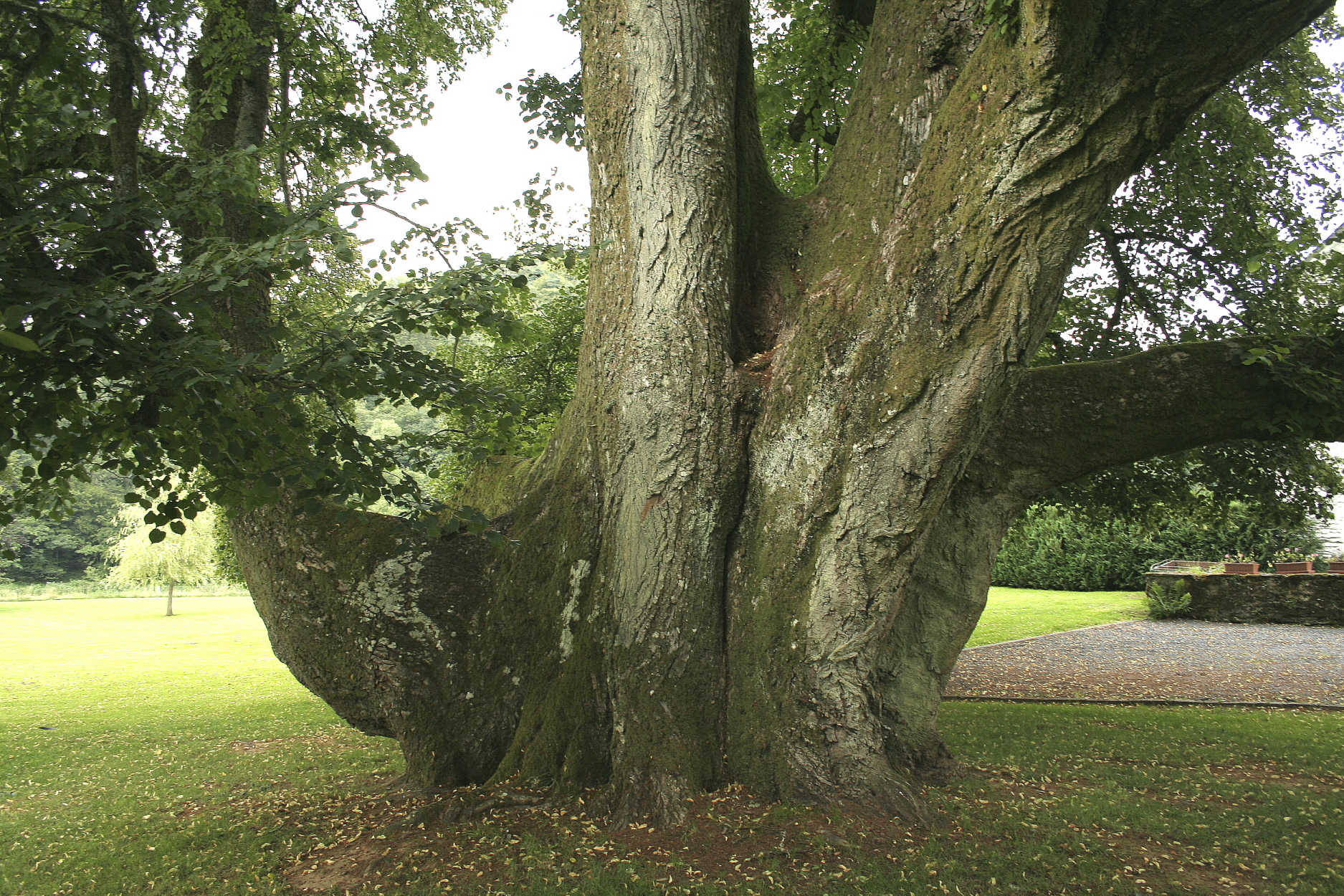
Экземпляр липы европейской высотой 30 м в Бельгии

Вид описан из Галиции.

## Распространение
В естественном виде встречается в Европе: Швеция, Австрия, Чехия, Словакия, Германия, Польша, Швейцария, Украина, Греция, Италия, включая Сицилию, Румыния, Франция и Испания. Самая знаменитая улица в Берлине, липовая аллея, так и называется Унтер-ден-Линден (под липами).
Растёт в смешанных и широколиственных лесах. Культивируется повсюду.

## Значение и применение
Медоносное растение. В районах естественного распространение зацветает в начале июня, что на 10—12 дней раньше липы сердцевидной (Tilia cordata). Цветение продолжается 12—14 дней. Продуктивность мёда в 2 раза ниже, чем у липы сердцевидной (Tilia cordata). Наиболее активное выделение нектара и посещение пчёлами в условиях интродукции приурочено к утренним часам. Нектароносная ткань имеет сильно развитые лопасти, лежащие по боковыми жилкам. В цветке 5 нектарников.
В культуре весьма ценится как один из наиболее декоративных и медоносных видов лип. Существуют посадки по всей территории бывшего СССР, кроме крайнего севера.

## Таксономическая схема
Вид Липа европейская относится к роду Липа (Tilia) семейства Мальвовые (Malvaceae). Предполагается, что вид гибридного происхождения возник при скрещивании в естественных условиях липы сердцевидной и липы крупнолистной (Tilia cordata × Tilia platyphyllos).
|  |                  |  |                     |                          |                       |  | ещё 45 порядков покрытосеменных (согласно Системе APG II) | ещё 45 порядков покрытосеменных (согласно Системе APG II) |                                           |  |  |  | ещё около 204 родов | ещё около 204 родов  |  |  |
|  |                  |  |                     |                          |                       |  | ещё 45 порядков покрытосеменных (согласно Системе APG II) | ещё 45 порядков покрытосеменных (согласно Системе APG II) |                                           |  |  |  | ещё около 204 родов | ещё около 204 родов  |  |  |
|  |                  |  |                     | отдел Цветковые растения |                       |  |                                                           |                                                           | семейство Мальвовые                       |  |  |  |                     | вид Липа европейская |  |  |
|  |                  |  |                     | отдел Цветковые растения |                       |  |                                                           |                                                           | семейство Мальвовые                       |  |  |  |                     | вид Липа европейская |  |  |
|  | царство Растения |  |                     |                          | порядок Мальвоцветные |  |                                                           |                                                           | род Липа                                  |  |  |  |                     |                      |  |  |
|  | царство Растения |  |                     |                          |                       |  |                                                           |                                                           |                                           |  |  |  |                     |                      |  |  |
|  |                  |  | ещё около 21 отдела | ещё около 21 отдела      |                       |  |                                                           | ещё 10 семейств (согласно Системе APG II)                 | ещё 10 семейств (согласно Системе APG II) |  |  |  | ещё около 30 видов  |                      |  |  |
|  |                  |  |                     | ещё около 21 отдела      |                       |  |                                                           |                                                           | ещё 10 семейств (согласно Системе APG II) |  |  |  |                     |                      |  |  |